# You Can't Do That on Stage Anymore, Vol. 1
Albums de Frank Zappa
Guitar
(1988) You Can't Do That on Stage Anymore, Vol. 2
(1988)
You Can't Do That on Stage Anymore, Vol. 1 est un album de Frank Zappa sorti en 1988 comprenant divers extraits de ses concerts entre 1969 et 1988.

## Titres
Tous les titres sont de Frank Zappa, sauf mention contraire.

### Disque 1
1. The Florida Airport Tape (Kaylan, Volman, Zappa) – 1 min 03 s
  - enregistré à l'aéroport de Floride, Juin 1970
2. Once Upon a Time – 4 min 37 s
  - enregistré au Rainbow Theatre, Londres, UK, 10 décembre 1971
3. Sofa #1 – 2 min 53 s
  - enregistré au Rainbow Theatre, Londres, UK, 10 décembre 1971
4. The Mammy Anthem – 5 min 41 s
  - enregistré à La Patinoire des Vernets, Genève, Suisse 1er juillet 1982 & Stadio Communale, Palerme, Sicile, 14 juillet 1982
5. You Didn't Try to Call Me – 3 min 39 s
  - enregistré à Olympiahalle, Munich, R.F.A., 3 juillet 1980
6. Diseases of the Band – 2 min 22 s
  - enregistré à l'Hammersmith Odeon, Londres, UK, 19 février 1979
7. Tryin' to Grow a Chin – 3 min 44 s
  - enregistré à l'Hammersmith Odeon, Londres, UK, 18 février 1979, 2nd show
8. Let's Make the Water Turn Black/Harry, You're a Beast/The Orange County Lumber Truck – 3 min 27 s
  - enregistré à The Ballroom, Stratford, Connecticut, 16 février 1969
9. The Groupie Routine – 5 min 41 s
  - enregistré à Pauley Pavilion, UCLA, Californie, 7 août 1971
10. Ruthie-Ruthie (Berry, Brock) – 2 min 57 s
  - enregistré à Capitol Theatre, Passaic, New Jersey, 8 novembre 1974
11. Babbette – 3 min 35 s
  - enregistré à Capitol Theatre, Passaic, New Jersey, 8 novembre 1974
12. I'm the Slime – 3 min 13 s
  - enregistré à The Roxy, Los Angeles, CA, 8–10 décembre 1973
13. Big Swifty – 8 min 46 s
  - enregistré à The Roxy, Los Angeles, CA, 8–10 décembre 1973
14. Don't Eat the Yellow Snow Suite – 20 min 16 s
  - enregistré à Hammersmith Apollo (Hammersmith Odeon), Londres, UK, 18–19 février 1979

### Disque 2
1. Plastic People (Berry, Zappa) – 4 min 38 s
  - enregistré à The Factory, The Bronx, NYC, 13 février 1969
2. The Torture Never Stops – 15 min 48 s
  - unknown venue, 1978
3. Fine Girl – 2 min 55 s
  - enregistré à Parco Redecesio, Milan, Italie, 7 juillet 1982
4. Zomby Woof – 5 min 39 s
  - enregistré à Parco Redecesio, Milan, Italie, 7 juillet 1982 ; Guitar solo : Hammersmith Odeon, Londres, UK, 19 juin 1982 ; late show
5. Sweet Leilani (Owens) – 2 min 39 s
  - enregistré à The Ballroom, Stratford, Connecticut, 16 février 1969
6. Oh No – 4 min 34 s
  - enregistré à The Ballroom, Stratford, Connecticut, 16 février 1969
7. Be in My Video – 3 min 29 s
  - enregistré à The Pier, NYC, 26 août 1984, conversation avec Aynsley Dunbar et deux filles inconnues (1970)
8. The Deathless Horsie – 5 min 29 s
  - enregistré à The Pier, NYC, 26 août 1984
9. The Dangerous Kitchen – 1 min 49 s
  - enregistré à The Pier, NYC, 26 août 1984
10. Dumb All Over – 4 min 20 s
  - enregistré à The Palladium, NYC, 31 octobre 1981 ; early show
11. Heavenly Bank Account – 4 min 05 s
  - enregistré à The Palladium, NYC, 31 octobre 1981 ; early show
12. Suicide Chump – 4 min 55 s
  - enregistré à The Palladium, NYC, 31 octobre 1981 ; early show
13. Tell Me You Love Me – 2 min 09 s
  - enregistré à Stadio Communale, Pistoia, Italie, 5 juillet 1982
14. Sofa #2 – 3 min 00 s
  - enregistré à Stadio Communale, Pistoia, Italie, 8 juillet 1982 et Ex Mattatoio do Testaccio, Rome, Italie, 9 juillet 1982

## Musiciens
- Frank Zappa – synthétiseur, chant, guitare
- Mark Volman – chant
- Howard Kaylan – chant
- Chad Wackerman – chant
- Ray Collins – guitare, chant
- Ike Willis – guitare, chant
- Lowell George – guitare, chant
- Ray White – guitare, chant
- Adrian Belew – guitare, chant
- Warren Cucurullo – guitare, orgue
- Ian Underwood – guitare, vents, synthétiseur
- Steve Vai – guitare
- Dweezil Zappa – guitare
- Denny Walley – guitare slide, chant
- Jim Sherwood – guitare, vents, chant
- Scott Thunes – basse, synthétiseur, chant
- Jim Pons – basse, chant
- Roy Estrada – basse, chant
- Jeff Simmons (en) – basse
- Tom Fowler – basse
- Patrick O'Hearn – vents, basse
- Arthur Barrow – synthétiseur, basse
- Peter Wolf – synthétiseur
- Allan Zavod – synthétiseur
- Don Preston – synthétiseur
- Ruth Underwood – synthétiseur, percussions
- Bobby Martin – synthétiseur, chant, saxophone
- Tommy Mars – synthétiseur, chant
- George Duke – synthétiseur, chant
- Motorhead Sherwood – saxophone baryton
- Napoleon Murphy Brock – saxophone, chant
- Bunk Gardner – saxophone ténor, trompette
- Bruce Fowler – trombone
- Vinnie Colaiuta – batterie
- Ralph Humphrey – batterie
- Art Tripp – batterie
- David Logeman – batterie
- Aynsley Dunbar – batterie
- Terry Bozzio – batterie
- Chester Thompson – batterie
- Jimmy Carl Black – batterie, percussions
- Ed Mann – percussions

## Production
- Production : Frank Zappa
- Ingénierie : Mark Pinske, Mick Glossop, Dick Kunc, Barry Keene, Brian Krokus, Kerry McNab, Davey Moire, Bob Stone
- Direction musicale : Frank Zappa
- Conception pochette : Jeff Fey